# لگ‌هموگلوبین

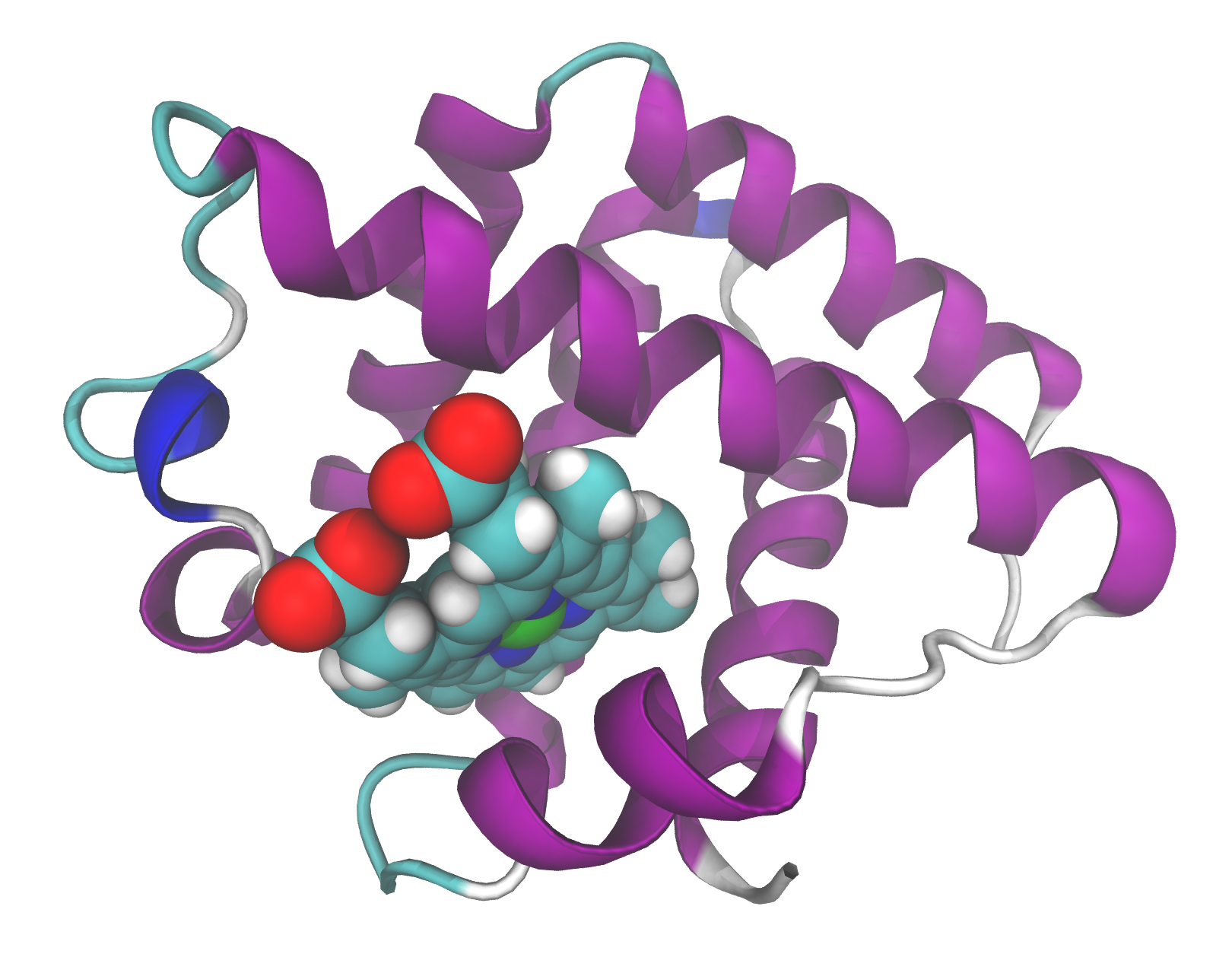
لگ‌هموگلوبین سویا.

لگوگلوبین یا لگ‌هموگلوبین (به انگلیسی: Leghemoglobin)، گلوبینی است که از پایدارکنندگان نیتروژن به‌شمار می‌رود و در باقلاییان و حبوبات یافت می‌گردد.
این حمل‌کنندهٔ اکسیژن و نیتروژن در حبوبات در پاسخ به ریشه‌های درگیرشده به‌وسیله یک باکتری تثبیت‌کننده نیتروژن، مشهور به ریزوبین، به‌عنوان بخشی از هم‌زیستی میان گیاه و باکتری تولید می‌گردد.